# Imbabura SC
Imbabura Sporting Club ist ein ecuadorianischer Fußballverein aus Ibarra, der Hauptstadt der Provinz Imbabura. Der Verein wird El Equipo Gardenio genannt.

## Geschichte
Der Imbabura SC wurde 1993 in der Strumpffabrik Gardenia von Präsident Luis Aguirre in Atuntaqui bei Ibarra gegründet und begann in lokalen Ligen zu spielen. Nach einigen Jahren in regionalen Wettbewerben, wo der Verein 2004 und 2005 die Meisterschaft der Provinz Imbabura gewann, stieg der Verein durch seinen zweiten Platz in den Aufstiegsturnieren der Provinzmeister zur Saison 2006 in die zweite ecuadorianische Liga, die Primera B auf. In der Saison 2006 wurde man dort Meister des Clausura-Turniers und stieg in die erste Liga auf. Der Verein ist der erste Club aus der Provinz Imbabura, der in der ersten ecuadorianischen Liga antritt.
Imbabura SC verfolgt eine Strategie, die konsequent auf Spieler und Umfeld aus der Provinz Imbabura setzt. 95 % des Kaders in der Saison 2006 wurden in der Provinz geboren, die meisten im armen Chota-Tal, das einen bedeutenden Teil der aktuellen Nationalspieler des Landes hervorgebracht hat. Auf diese Weise gelang es dem Verein, mit dem niedrigsten Budget der 2. Liga (etwa 300.000, nach anderen Quellen 600.000 Dollar) den Aufstieg zu erreichen. Star der Mannschaft war seinerzeit Edmundo Zura, der bereits als Zweitligaspieler am 10. Oktober 2006 ein Freundschafts-Länderspiel gegen Brasilien bestritt. Der 2007 verpflichtete Argentinier Daniel Neculman war gemeinsam mit Christian Lara Torschützenkönig der Hauptsaison 2007.
Der Verein trägt seine Heimspiele im Olympiastadion von Ibarra aus, das 17.260 Zuschauern Platz bietet. Hier blieb die Mannschaft bis zum Saisonende 2006 13 mal in Folge unbesiegt. Auch das erste Spiel in der ersten Liga am 10. Februar 2007 endete ohne Niederlage: 1:1 gegen Deportivo Azogues. Am fünften Spieltag (25. Februar) verlor Imbabura als ungeschlagener Tabellenführer zu Hause mit 1:2 gegen Barcelona SC Guayaquil. Die Apertura-Saison 2007 beendete Imbabura auf Platz 8 von 10 Mannschaften. Am Ende der Saison stieg der Verein als Letzter der Rückrunde und der Gesamttabelle aufgrund schlechteren Torverhältnisses gegenüber Club Social y Deportivo Macará wieder in die zweite Liga ab. Nach dem Abstieg wechselte Edmundo Zura zu Barcelona SC Guayaquil, Daniel Neculman zu Independiente Santa Fe nach Kolumbien. Zura kehrte nach einem halben Jahr nach Ibarra zurück, wurde aber sofort wieder ausgeliehen, und zwar an die Newcastle United Jets in Australien. Anfang 2009 wechselte er nach längeren Verhandlungen zum CD El Nacional innerhalb Ecuadors. Die Verhandlungen zogen sich in die Länge, da der Präsident des Vereins, Luis Aguirre, offenbar persönlich finanziell sehr von den Verträgen Zuras profitierte.
In der Saison 2021 schaffte Imbabura den Finaleinzug in der Segunda Categoría und schaffte so trotz der Niederlage im Elfmeterschießen gegen Libertad FC den Aufstieg in die Serie B. Nur zwei Jahre später gelang der Aufstieg in die Serie A, doch das Team musste als Tabellenvorletzter direkt wieder absteigen.

## Erfolge
- Ecuadorianischer Zweitligameister: 2006-II
- Meister der Segunda Categoría: 1995